# Vaiņode
El municipi de Vaiņode (en letó: Vaiņodes novads) és un dels 110 municipis de Letònia, que es troba localitzat al sud-oest del país bàltic, i que té com a capital la localitat de Vaiņode. El municipi va ser creat l'any 2009 després de la reorganització territorial.

## Ciutats i zones rurals
- Parròquia d'Embūte (zona rural)
- Parròquia de Vaiņode (zona rural)

## Població i territori
La seva població està composta per un total de 2.976 persones (2009). La superfície del municipi té uns 307,3 kilòmetres quadrats, i la densitat poblacional és de 9,68 habitants per kilòmetre quadrat.